# ¡A ganar!
¡A ganar! (título original en inglés: The Miracle Season) es una película estadounidense de drama dirigida por Sean McNamara y protagonizada por Erin Moriarty, Helen Hunt, William Hurt y Danika Yarosh. La película está basada en la historia real del equipo de voleibol de Iowa City West High School después de la repentina muerte de accidente en moto, la líder del equipo, Caroline Found, en 2011. Fue estrenada en Estados Unidos el 6 de abril de 2018.

## Reparto
| Actor         | Personaje                                                   |
| ------------- | ----------------------------------------------------------- |
| Erin Moriarty | Kelley Fliehler, la mejor amiga de Caroline.                |
| Danika Yarosh | Caroline "Line" Found.                                      |
| Helen Hunt    | Kathy Bresnahan, entrenadora de voleibol.                   |
| William Hurt  | Dr. Ernie Found, el padre de Caroline y el esposo de Ellyn. |
| Garry Chalk   | Director Shaw                                               |
| Nesta Cooper  | Lizzy Ackerman, jugadora de voleibol de West High n.º18     |

## Producción
La película fue originalmente titulada Live Like Line. William Hurt y Helen Hunt se unieron a la película en junio de 2016; Hunt y McNamara ya antes habían trabajado juntos en la película de temática similar Soul Surfer. El rodaje tuvo lugar en Vancouver, Canadá.

## Estreno
The Miracle Season tuvo su premier en el Englert Theatre en Iowa City, donde se desarrolla la película, el 18 de marzo de 2018. Fue estrenada por LD Entertainment el 6 de abril de 2018.